# Codon
En codon er en kombination af tre nukleotider i den genetiske kode: Hvis man betragter baserne som bogstaver i det "genetiske sprog" som koden i DNA (og dermed også mRNA) er forfattet i, så svarer en codon til et "ord". Alle ord i dette genetiske sprog er på tre bogstaver, så en codon er altid en triplet; en sammenstilling af tre baser.